# ژیتن (استان دوبریچ)
ژیتن (به بلغاری: Zhiten) یک منطقهٔ مسکونی در بلغارستان است که در شهرستان جنرال توشوو واقع شده‌است.